# Алмейрін (мікрорегіон)
Алмейрін (порт. Microrregião de Almeirim) — мікрорегіон в Бразилії, входить в штат Пара. Складова частина мезорегіон Байшу-Амазонас. Населення становить 67 570 чоловік (на 2010 рік). Площа — 90 377,815 км². Густота населення — 0,75 чол./км².

## Демографія
Згідно з даними, зібраними в ході перепису 2010 р. Національним інститутом географії і статистики (IBGE), населення мікрорегіону становить:
| Повне населення                               | Повне населення                               | Повне населення                               | Повне населення                               | 67 570 |
| --------------------------------------------- | --------------------------------------------- | --------------------------------------------- | --------------------------------------------- | ------ |
| в тому числі:                                 | Міське населення                              | 34 548                                        | Відсоток міського населення, %                | 51,13  |
|                                               | Сільське населення                            | 33 022                                        | Відсоток сільського населення, %              | 48,87  |
|                                               | Чоловіче населення                            | 35 080                                        | Відсоток чоловічого населення, %              | 51,92  |
|                                               | Жіноче населення                              | 32 490                                        | Відсоток жіночого населення, %                | 48,08  |
| Густота населення, чол/км²                    | Густота населення, чол/км²                    | Густота населення, чол/км²                    | Густота населення, чол/км²                    | 0,75   |
| Населення мікрорегіону в % до населення штату | Населення мікрорегіону в % до населення штату | Населення мікрорегіону в % до населення штату | Населення мікрорегіону в % до населення штату | 0,89   |

## Склад мікрорегіону
До складу мікрорегіону включені наступні муніципалітети:
1. Алмейрін
2. Порту-ді-Мос

| Бразилія | Це незавершена стаття з географії Бразилії. Ви можете допомогти проєкту, виправивши або дописавши її. |